# 세리크 옐레우오프
세리크 사마토비치 옐레우오프(카자흐어: Серік Саматұлы Елеуов 세리크 사마툴르 옐레우오프, 러시아어: Серик Саматович Елеуов, 1980년 12월 15일~)는 카자흐스탄의 권투 선수로 2004년 하계 올림픽에서 라이트급 동메달을 획득했다.